# Guzmania oligantha
Guzmania oligantha är en gräsväxtart som beskrevs av Gustavo Lozano-Contreras. Guzmania oligantha ingår i släktet Guzmania och familjen Bromeliaceae. Inga underarter finns listade i Catalogue of Life.